# Sericochroa hymen
Sericochroa hymen är en fjärilsart som beskrevs av Dyar 1908. Sericochroa hymen ingår i släktet Sericochroa och familjen tandspinnare. Inga underarter finns listade i Catalogue of Life.